# Atelier Memorial „Paul Erdös”
Atelier Memorial „Paul Erdös” este un muzeu județean din Satu Mare, amplasat în Pasaj Ștefan Ruba nr. 8. Obiectivul cultural redă locul de creație al graficianului Paul Erdös (1916 - 1987). Atelierul este adăpostit într-o clădire construită în stil eclectic, la începutul secolului al XX-lea, pentru a servi drept sediu Asociației femeilor israelite. Apoi, aici a funcționat un studio foto. După război clădirea a fost folosită ca locuință, iar începând cu anul 1968 a fost atelier de creație al graficianului Paul Erdös, până în anul 1987. Atelierul cuprinde lucrări de grafică, pictură, sculptură, fotografii, obiecte personale, mobilier. Aici se organizează și expoziții temporare.
Casa este clasată ca monument istoric, cu cod SM-IV-m-B-05385.